# Vesle
Vesle je reka v severni Franciji, levi pritok Aisne. Izvira vzhodno od Châlons-en-Champagne, teče skozi Reims in se po 140 km izliva v Aisne.

## Geografija

### Porečje
- Ardre (pri kraju Fismes)

### Departmaji in kraji
Reka Vesle teče skozi naslednje departmaje in kraje:
- Marne: Courtisols, Reims, Fismes,
- Aisne: Braine.